# ۱۱ گاوران
۱۱ گاوران یک ستاره است که در صورت فلکی گاوران قرار دارد.